# Einar Liberg
Einar Liberg (n. 16 octombrie 1873, Elverum, Hedmark, Norvegia – d. 11 septembrie 1955, Oslo, Norvegia) a fost un trăgător de tir ce a reprezentat Norvegia, medaliat olimpic. A participat la 4 ediții ale Jocurilor Olimpice (1908, 1912, 1920, 1924) în care a câștigat 4 medalii de aur, două medalii de argint și o medalie de bronz.